# Arbanitis watsonorum
Espèce
Synonymes
- Misgolas watsonorum Wishart & Rowell, 2008

Arbanitis watsonorum est une espèce d'araignées mygalomorphes de la famille des Idiopidae.

## Distribution
Cette espèce est endémique de Nouvelle-Galles du Sud en Australie. Elle se rencontre vers Cape Hawke.

## Description
La carapace du mâle holotype mesure 6,75 mm de long sur 5,15 mm et l'abdomen 7,74 mm de long sur 4,54 mm et la carapace de la femelle paratype mesure 12,85 mm de long sur 9,33 mm et l'abdomen 18,82 mm de long sur 11,76 mm.

## Étymologie
Cette espèce est nommée en l'honneur de Ken et Sue Watson.

## Publication originale
- Wishart & Rowell, 2008 : Trapdoor spiders of the genus Misgolas (Mygalomorphae: Idiopidae) from eastern New South Wales, with notes on genetic variation. Records of the Australian Museum, vol. 60, no 1, p. 45-86 (texte intégral).